# Carlos del Puerto
Carlos del Puerto (* 14. Februar 1951 in Havanna) ist ein kubanischer Jazzmusiker (Kontrabass, auch E-Bass), der als Gründungsmitglied der Gruppe Irakere bekannt wurde.

## Leben und Wirken
Del Puertos Vater spielte (vor der Revolution) Tuba im Orchester der Banda Militar de Artillería und war Kontrabassist im Orchester von Obdulio Morales und bei der Quintana Melody Boys. Ab 1963 erhielt del Puerto zunächst eine klassische Ausbildung als Kontrabassist, lernte aber in der Gruppe von Felipe Dulzaides auch den Jazz kennen. Gelegentlich spielte er als Aushilfe in der Band von Chucho Valdés. 1967 trat er (als E-Bassist) dem Orchestra Cubana de Música Moderna bei, einer Gruppe, zu der der Saxophonist Paquito D’Rivera und später auch der Trompeter Arturo Sandoval neben dem Pianisten Chucho Valdés gehörten. Gemeinsam gründeten sie 1973 mit Schlagzeuger Oscar Valdés die legendäre Gruppe Irakere, eine der wichtigsten Bands in der jüngeren Geschichte der kubanischen Musik, die beispielsweise 1980 den Grammy für die beste lateinamerikanische Schallplatte des Jahres erhielt. Bei dieser Band, der er bis 1997 angehörte, nutzte er den Bass nicht nur zur Begleitung, sondern als wichtigen Bestandteil der melodischen Entwicklung der Arrangements. Zuvor hatte er bereits an den Aufnahmen für Chucho Valdés zentrales Album Jazz Bata (1973) teilgenommen, bei dem nur kubanische Rhythmen verwendet wurden.
Dann spielte del Puerto auf Empfehlung seines Sohnes Carlitos del Puerto bei Cubanismo, mit denen er das Album Reincarnation einspielte und zwei Jahre auf Tournee war. 2000 begann er, mit dem Bass Collective in New York zu arbeiten, einer Schule, die John Patitucci zu dieser Zeit leitete.
Als Session-Musiker trat er bereits zuvor bei wichtigen Jazzfestivals international auf und spielte unter anderem mit Personen wie Chick Corea, Herbie Hancock, Jaco Pastorius, den Brecker Brothers oder Dizzy Gillespie. Im Jahr 2000 nahm er am Bass Day 2000 zusammen mit führenden Bassisten wie Percy Heath, Marcus Miller, Gary Willis, Anthony Jackson, Billy Sheehan, Will Lee, Oteil Burbridge, Joe Osborn und John Patitucci teil. Der Diskograph Tom Lord verzeichnet 26 Aufnahmen Del Puertos zwischen 1975 und 2019.
Del Puerto war bereits in Kuba als Instrumentalprofessor tätig. Gemeinsam mit Silvio Vergara verfasste er das einflussreiche Lehrbuch The True Cuban Bass. Er wurde als Lehrer seines Instruments und für seine Beiträge zur Entwicklung der kubanischen Musik und Kultur mit verschiedenen Preisen ausgezeichnet: 1992 mit dem Orden für nationale Kultur von 1992 und 1994 mit dem Diplom für pädagogische Verdienste der Republik Kuba.
Seit 2001 lebt del Puerto mit seiner zweiten Frau Malene (ebenfalls Bassistin) und seinen Töchtern aus dieser zweiten Ehe in Turku, von wo aus er als Musikproduzent für die Viking Line arbeitete. 2001 gründete er sein Projekt Cuban Impact, mit dem er 2005 ein gleichnamiges Album veröffentlichte; auch spielte er das Album Symmetry mit Heikki Sarmanto ein. Er war weiterhin als Endorser für Yamaha tätig.